# Maria Fernanda Elias Maglio
Maria Fernanda dos Santos Elias Maglio (Cajuru, 5 de agosto de 1980) é escritora e defensora pública. Vencedora do Prêmio Jabuti 2018, na categoria na categoria contos, com a obra "Enfim, imperatriz", publicada pela Editora Patuá.

## Biografia
Maria Fernanda Elias Maglio, nasceu em 5 de agosto de 1980, em Cajuru, São Paulo.
Foi finalista do Prêmio Sesc de Literatura em 2016 e 2017. Com a obra "Enfim, Imperatriz", foi vencedora do Prêmio Jabuti 2018. Foi finalista do Prêmio Oceanos 2022,  com a obra "Quem tá vivo levanta a mão".
Em 2020, com a obra "179 resistência", venceu o Prêmio Alphonsus de Guimaraens de Poesia, na categoria poesia, da Biblioteca Nacional.

## Obras
- Enfim, imperatriz, conto, Editora Paduá, 2017;
- 179 resistência, poesia, Editora Paduá, 2020;
- Quem tá vivo levanta a mão, conto, Editora Paduá, 2021;[10]

## Prêmios
- Prêmio Jabuti 2018[4]
- Prêmio Alphonsus de Guimaraens de Poesia